# St Mary's School Ascot
La St Mary's School è un istituto privato femminile di educazione secondaria, situato ad Ascot, nel Berkshire, in Inghilterra. Fondato nel 1885, conta circa 360 studentesse.

## Storia
L'istituto fu fondato dalla congregazione femminile Istituto della Beata Vergine Maria. Nel 1998, Mary Breen divenne la prima preside non suora. Nonostante vi sia una sola insegnante suora, l'istituto prende molto a cuore l'appellativo di "scuola cattolica", con relativo metodo d'insegnamento. 

### Costruzione
Molti dei padiglioni esterni del college risalgono alla fine degli anni ottanta, come per esempio le palazzine ospitanti le aule di musica, arte e scienze. Nel 1992, fu inaugurato un complesso di case per studentesse noto come "The Mary Ward Courtyard". Nel 2006 è stato aperto il centro sportivo "The Orchard Centre". Nell'aprile del 2009 è stata inaugurata una nuova struttura per rappresentazioni teatrali, chiamata "The Rose Theatre".